# 石渡繁胤

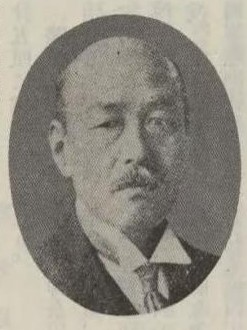
石渡繁胤

石渡 繁胤（いしわたり しげたね又はいしわた しげたね、明治元年10月3日（1868年11月16日） - 1941年8月18日）は、日本の養蚕学者。
蚕の雌雄鑑別法で成果を上げた。
1901年に、蚕に卒倒病を引き起こす病原細菌を発見した。石渡はこの細菌を卒倒病菌と名付け、後にバチルス・チューリンゲンシスと命名された。
妻は政治家中村舜次郎の二女のトシ。正五位勲五等。

## 経歴
明治元年（1868年）、現在の神奈川県逗子市出身。明治25年（1892年）東京帝国大学農科大学を卒業し、農商務技師兼蚕業講習所技師、明治41年（1908年）に京都蚕業講習所長、明治44年（1911年）に原蚕種製造所技師、蚕業試験所技師、東京農業大学教授などを歴任した。大正元年（1912年）農学博士の学位を取得した。